# Diocesi di Budjala
La diocesi di Budjala (in latino Dioecesis Budjalaënsis) è una sede della Chiesa cattolica nella Repubblica Democratica del Congo suffraganea dell'arcidiocesi di Mbandaka-Bikoro. Nel 2022 contava 517.000 battezzati su 1.302.000 abitanti. È retta dal vescovo Philibert Tembo Nlandu, C.I.C.M.

## Territorio
La diocesi comprende, in tutto o in parte, i territori di Mankanza e di Bomongo nella provincia dell'Equatore, i territori di Budjala, Kungu e Gemena nella provincia del Sud Ubangi, e il territorio di Businga nella provincia del Nord Ubangi.
Sede vescovile è la città di Budjala, dove si trova la cattedrale di Notre-Dame.
Il territorio si estende su una superficie di circa 50.000 km² ed è suddiviso in 18 parrocchie.

## Storia
La diocesi è stata eretta il 25 novembre 1964 con la bolla Qui nullo merito di papa Paolo VI, ricavandone il territorio dalla diocesi di Lisala.

## Cronotassi dei vescovi
Si omettono i periodi di sede vacante non superiori ai 2 anni o non storicamente accertati.
- François Van den Berghe, C.I.C.M. † (25 novembre 1964 - 24 gennaio 1974 dimesso)
- Joseph Bolangi Egwanga Ediba Tasame † (24 gennaio 1974 - 22 ottobre 2009 dimesso)
- Philibert Tembo Nlandu, C.I.C.M., succeduto il 22 ottobre 2009

## Statistiche
La diocesi nel 2022 su una popolazione di 1.302.000 persone contava 517.000 battezzati, corrispondenti al 39,7% del totale.
| anno | popolazione | popolazione | popolazione | presbiteri | presbiteri | presbiteri | presbiteri                | diaconi | religiosi | religiosi | parrocchie |
| anno | battezzati  | totale      | %           | numero     | secolari   | regolari   | battezzati per presbitero | diaconi | uomini    | donne     | parrocchie |
| ---- | ----------- | ----------- | ----------- | ---------- | ---------- | ---------- | ------------------------- | ------- | --------- | --------- | ---------- |
| 1970 | 166.804     | 370.000     | 45,1        | 61         | 6          | 55         | 2.734                     |         | 67        | 55        |            |
| 1980 | 214.000     | 567.000     | 37,7        | 36         | 5          | 31         | 5.944                     |         | 34        | 44        | 16         |
| 1990 | 346.198     | 721.785     | 48,0        | 33         | 16         | 17         | 10.490                    |         | 20        | 52        | 16         |
| 1999 | 457.791     | 950.729     | 48,2        | 35         | 30         | 5          | 13.079                    |         | 7         | 60        | 16         |
| 2000 | 486.212     | 979.250     | 49,7        | 37         | 33         | 4          | 13.140                    |         | 4         | 60        | 16         |
| 2001 | 486.212     | 979.250     | 49,7        | 39         | 35         | 4          | 12.466                    |         | 4         | 60        | 16         |
| 2002 | 500.798     | 1.008.627   | 49,7        | 38         | 35         | 3          | 13.178                    |         | 3         | 57        | 16         |
| 2003 | 509.449     | 1.038.885   | 49,0        | 39         | 35         | 4          | 13.062                    |         | 4         | 57        | 17         |
| 2004 | 524.783     | 1.070.051   | 49,0        | 47         | 44         | 3          | 11.165                    |         | 3         | 57        | 17         |
| 2006 | 562.335     | 1.135.278   | 49,5        | 40         | 39         | 1          | 14.058                    |         | 1         | 59        | 17         |
| 2012 | 669.000     | 1.353.000   | 49,4        | 43         | 43         |            | 15.558                    |         | 4         | 80        | 18         |
| 2015 | 722.000     | 1.461.000   | 49,4        | 42         | 42         |            | 17.190                    |         |           | 83        | 18         |
| 2018 | 454.855     | 1.145.570   | 39,7        | 45         | 45         |            | 10.107                    |         |           | 99        | 18         |
| 2020 | 484.430     | 1.220.130   | 39,7        | 47         | 47         |            | 10.307                    |         |           | 78        | 18         |
| 2022 | 517.000     | 1.302.000   | 39,7        | 51         | 51         |            | 10.137                    |         |           | 83        | 18         |